# Phyllothalestris harringtoni
Phyllothalestris harringtoni är en kräftdjursart som först beskrevs av Willey 1935.  Phyllothalestris harringtoni ingår i släktet Phyllothalestris och familjen Thalestridae. Inga underarter finns listade i Catalogue of Life.